# Luna (cantora polaca)
Aleksandra Katarzyna "Ola" Wielgomas (Varsóvia, 28 de Agosto de 1999), conhecida profissionalmente como LUNA (estilizada em maiúsculas), é uma cantora e compositora polaca. Representou a Polónia no Festival Eurovisão da Canção de 2024 com a canção "The Tower".

## Inícios e educação
Aleksandra nasceu a 28 de Agosto de 1999 em Varsóvia. Estudou na Escola Nacional de Música "Tadeusz Baird" em Grodzisk Mazowiecki, tendo aulas de violino. De 2015 a 2018 frequentou o curso de ciências jurídicas e políticas. Em 2018, começou a estudar na Universidade de Varsóvia.

## Carreira musical

### Começos
Em 2010 Aleksandra juntou-se ao Coro Infantil Artos no Grande Teatro de Varsóvia, onde estudou canto com Danuta Chmurska e actuou em óperas.

### 2018–2019: Ola Wielgomas
Em 2018 Aleksandra estabeleceu uma cooperação com a editora Kayax no âmbito do projeto "My Name is New". Foi nessa altura que gravou a sua canção de estreia intitulada "On the Hills of Anxiety". Lançado pela Kayax a 19 de Setembro de 2018, o single foi composto por Marcin Nierubiec com letras de Aleksandra. A canção foi tocada no Programa III da Rádio Polskie. Em maio de 2019 Aleksandra se apresentou-se no estúdio de Jaga Hupało durante a Longa Noite dos Museus. In June, she released the single "Zastyga". Em junho, a cantora lançou o single "Zastyga". Um mês depois, ela tocou no Festival Naturalnie Mazury. Em agosto de 2019, ela se apresentou no Festival Pol'n'Rock.

### 2020-presente: LUNA
Em 2020, Aleksandra iniciou sua cooperação com o compositor Michał "Fox" Król, resultando no single "Luna", que anunciou o novo caminho artístico da cantora. No mesmo ano, gravou também a canção "Serca przemokną" que, no entanto, foi retirada da Internet após um curto período de tempo.
Durante a 28.ª final da Grande Orquestra de Beneficência de Natal, em Janeiro de 2020, Luna deu um concerto num estúdio de televisão. Em julho actuou num concerto com a banda Cukier no Stodoła Club em Varsóvia. Em 28 de Agosto, ela cantou a música "Dlaczego drzewa nic nie mówią" com Mela Koteluk. Em 25 de Novembro de 2020 ela lançou o single "Zgaś". A música foi muito bem recebida e foi incluída nas listas das melhores músicas polacas de 2020. A música também foi tocada em muitas rádios incluindo: em Chillizet, Radio Eska, ou Polskie Radio Program I. Na música, ela incluiu sons do espaço, publicados por NASA.
Em 21 de Abril, Luna lançou o single "Nie Please o More" que gravou em dueto com Marcin Maciejczak. Foi também criado um videoclipe com letra para a canção. A canção foi incluída no programa Poplista da rádio RMF FM. Em 29 de Abril, a cantora lançou a versão em inglês da música "Zgaś" intitulada "Blind" como single e fez um videoclipe para a música. Em 20 de Maio, a cantora lançou o single "Wirtualne Przedmieście" que fala sobre estar na fronteira do mundo virtual e real. Fez um videoclipe para a canção que foi gravado no Museu Nacional de Etnografia em Varsóvia. Em 18 de Junho, lançou a versão em inglês da canção intitulada "Virtual Rivers". Em 12 de Agosto lançou o single "Zabierz Nasze" e a 10 de Setembro o novo single intitulado "Melt Away".
A 19 de Fevereiro de 2024, Luna foi anunciada como a candidata polaca ao Festival Eurovisão da Canção de 2024 com a canção "The Tower".

## Outras atividades
De 2015 a 2017, Aleksandra desempenhou o papel de uma mulher de Cracóvia no espetáculo "Miracle or Krakowiaki and Highlanders". Também esteve associada ao grupo de teatro "at Machulski". A cantora também é embaixadora da iniciativa Equal Spotify e também é a representante da Polónia nesta iniciativa.

## Discografia

### Álbuns de estúdio
| Título      | Detalhes |
| ----------- | --- |
| Nocne zmory | - Lançado: a 22 de Abril de 2022 - Editora: Polydor, Universal Music - Formato: Physical, digital download, streaming |

### Extended plays
| Título              | Detalhes                                                                                       |
| ------------------- | ---------------------------------------------------------------------------------------------- |
| Caught in the Night | - Released: 26 November 2021 - Editora: Universal Music - Formato: Digital download, streaming |

### Singles

#### Como artista principal
| Título                           | Ano  | Álbum ou EP           |
| -------------------------------- | ---- | --------------------- |
| "On the Hills of Anxiety"        | 2018 | Singles fora do álbum |
| "Na wzgórzach niepokoju"         | 2018 | Singles fora do álbum |
| "Zastyga"                        | 2019 | Singles fora do álbum |
| "Luna"                           | 2020 | Singles fora do álbum |
| "Zgaś"                           | 2020 | Nocne zmory           |
| "Mniej"                          | 2021 | Nocne zmory           |
| "Wirtualne przedmieście"         | 2021 | Nocne zmory           |
| "Zabierz mnie"                   | 2021 | Nocne zmory           |
| "Blind"                          | 2021 | Caught in the Night   |
| "Virtual Rivers"                 | 2021 | Caught in the Night   |
| "Melt Away"                      | 2021 | Caught in the Night   |
| "Niewypowiedziane"               | 2021 | Nocne zmory           |
| "Carol of the Bells"             | 2021 | Singles fora do álbum |
| "Wystarczy"                      | 2022 | Nocne zmory           |
| "Elon Musk (W ogniu się unoszę)" | 2022 | Nocne zmory           |
| "Nie budź mnie"                  | 2022 | Nocne zmory           |
| "Nocne zmory"                    | 2022 | Nocne zmory           |
| "Czerwien moich ust"             | 2022 | Nocne zmory           |
| "Dynamit"                        | 2022 | Singles fora do álbum |
| "Już nie zasnę"                  | 2023 | Singles fora do álbum |
| "Moja miłość"                    | 2023 | Singles fora do álbum |
| "Lekko"                          | 2023 | Singles fora do álbum |
| "Lost and Wild"                  | 2023 | Singles fora do álbum |
| "The Tower"                      | 2024 | Singles fora do álbum |

#### Como artista em destaque
| Título                                                   | Ano  | Álbum ou EP           |
| -------------------------------------------------------- | ---- | --------------------- |
| "Nie proszę o więcej" (Marcin Maciejczak featuring Luna) | 2021 | Tamte dni             |
| "Nie mój sen" (Justyna Steczkowska featuring Luna)       | 2022 | Szamanka              |
| "Ciepło-Zimno" (Marie featuring Luna)                    | 2022 | Babyhands             |
| "Subterranean" (Miss Monique e Avira featuring Luna)     | 2023 | Singles fora do álbum |